# Christian Stephan von Schöning
Christian Stephan von Schöning, auch Stephan Christian von Schöning, (* 27. August 1751 in Magdeburg; † 30. Oktober 1802 in Morrn) war ein preußischer Landrat. Er stand von 1792 bis zu seinem Tode dem Landsberger Kreis vor. 

## Leben
Christian Stephan von Schöning war ein Sohn des Gutsbesitzers und Kreisdeputierten Hans Eberhardt von Schöning († 1785). Die Familie von Schöning gehört zu den ältesten pommerschen Adelsgeschlechtern. 
Zunächst besuchte er das Joachimsthalsche Gymnasium in Berlin und studierte dann die Rechte an der Universität Frankfurt (Oder) und ab 1771 an der Universität Halle. 1773 trat er in die preußische Armee ein. Er diente im 1773 aufgestellten Rohrschen Füsilierregiment und nahm mit diesem am Bayerischen Erbfolgekrieg teil. Später war er als Werbeoffizier in Aachen tätig. 
1783 schied er aus der Armee aus, um seinen Vater in der Wirtschaft zu unterstützen. Bei der Erbteilung nach dem Tod seines Vaters erhielt er 1785 das Gut Morrn im Landsberger Kreis. Als Gutsherr legte er hier Vorwerk und Kolonie Johannswunsch an.   
Im Landsberger Kreis in der Neumark war er ab 1786 als Kreisdeputierter tätig. 1792 wurde er als Nachfolger von Christian Wilhelm von Beerfelde zum Landrat des Kreises gewählt. Das Amt übte er bis zu seinem Tode 1802 aus; im Amt folgte ihm Christian Ludwig Adolph von Rhade.  

## Familie
Christian Stephan von Schöning war mit Albertine von Besser verheiratet, einer Tochter des Generalleutnants Ehrenreich Wilhelm Gottlieb von Besser. Aus der Ehe gingen mehrere Kinder hervor, darunter Hans Wilhelm von Schöning (* 1786), Landrat des Züllichau-Schwiebuser Kreises, und Kurd Wolfgang von Schöning (* 1789; † 1859), Generalmajor, Hofmarschall und Militärliterat. Seine Frau ließ sich 1796 von ihm scheiden.